# Pachyteria ruficollis
Pachyteria ruficollis is een keversoort uit de familie van de boktorren (Cerambycidae). De wetenschappelijke naam van de soort werd in 1878 gepubliceerd door Charles Owen Waterhouse.